# Abbacadabra
ABBACadabra é um Conto Musical para crianças baseado em canções pop do grupo ABBA.
Com texto original de Alain & Daniel Boublil ABBACadabra está traduzido em vários países.
Em Portugal foi editado, em LP (vinil), pela Orfeu - Rádio Triunfo em 1984. A adaptação dos textos para português foi de Nuno Gomes dos Santos.
Foi também transmitido num programa da RTP.

## Faixas

### LP

#### Lado A
1. Que Mal Fizemos Nós? -   (When I Kissed The Teacher)
2. O Sonho de João -   (The Visitors)
3. Abbacadabra -   (Take A Chance On Me)
4. O Nariz de Pinóquio -   (Money Money Money)
5. Aladino Fanfarrão -   (Super Trouper)
6. Branca de Neve e o Espelho -   (I Wonder Departure)

#### Lado B
1. Raínha Má Superstar -   (Dancing Queen)
2. Cinderela e o Soldadinho -   (I Let The Music Speak)
3. Os Amigos -   (Fernando)
4. Larguem a Cassete -   (I'm A Marionette)
5. Branca de Neve e o Principezinho -   (Arrival)
6. Não Basta Ralhar -   (Thank You For The Music)

## Participantes
- ALADINO -   (Fernando)
- ALICE -   (Suzy Paula)
- BRANCA DE NEVE -   (Maria João)
- CINDERELA -   (Helena Ramos)
- LOCUTOR -   (José Nuno Martins)
- PINÓQUIO -   (Nuno Gomes dos Santos)
- PRINCIPEZINHO -   (António Manuel Ribeiro)
- RAINHA MÁ -   (Lenita Gentil)
- SOLDADINHO -   (Samuel)
- AS GÉMEAS -   (Ana e Joana)
- JOÃO e PEDRO CABELEIRA -   (João e Pedro)